# 205e régiment d'artillerie
Le 205e régiment d'artillerie est une unité de l’armée française, formée en avril 1917, à partir de 3 groupes de 75.

## Création et différentes dénominations
- 15 juin 1915 : création de l'artillerie divisionnaire 121 (AD 121)
- 1er avril 1917 : prend le nom de 205e régiment d'artillerie de campagne (205e RAC)
- 10 septembre 1939 : création du 205e régiment d'artillerie lourde divisionnaire (205e RALD)

## Colonels et chefs de corps
AD 121
- 15 juin 1915 : colonel Ernest Emmanuel Etiévant (deviendra général)

205e RAC
- 1er avril 1917 : lieutenant-colonel Eugène Paul Schérer (deviendra général)[1]
- 26 octobre 1917 : lieutenant-colonel Tessier[2]
- 1918 : commandant puis lieutenant-colonel Gastine[3],[4]

205e RALD

## Historique des garnisons, campagnes et batailles

### Première Guerre Mondiale
Le 205e régiment d'artillerie de campagne (205e RAC) a été constitué par 
- les 3e et 4e groupes du 5e régiment d'artillerie de campagne (recrutement de Besançon) et
- par un groupe de renforcement du 30e régiment d'artillerie de campagne (recrutement d'Orléans)[5].

Jusqu'en février 1915, les 3e et 4e groupes restent avec les deux autres groupes du 5e RAC. À partir de cette date, ils en sont séparés et constituent, le 15 juin 1915, l'artillerie divisionnaire de la 121e division d'infanterie, qui vient d'être formée.
Le 23 novembre de la même année, un groupe de renforcement du 30e RAC vient se joindre à eux, mais c'est seulement en avril 1917 que les trois groupes ainsi rassemblés, cessant de porter le nom AD 121 (artillerie divisionnaire 121), deviennent le 205e RAC.
- Le 1er groupe du 205e RAC est constitué par le 4e groupe du 5e RAC.
- Le 2e groupe du 205e RAC est constitué par le groupe du 30e RAC.
- Le 3e groupe du 205e RAC est constitué par le 3e groupe du 5e RAC[5].

Jusqu'en février 1915, l'histoire des 3e et 4e groupes du 5e RAC est celle de ce régiment, dont l'historique suit.

#### 1914
Bataille des Frontières - Opérations en Alsace - Offensive d'Altkirch-Mulhouse
Au début de, la guerre, le 5e RAC, commandé par le colonel Nivelle, participe aux brillantes offensives du 7e corps d'armée en Alsace. Dès le 8 août 1914, le régiment est aux portes de Mulhouse et fait une entrée est triomphale, au milieu des acclamations, des fleurs, de toutes les manifestations de la joie délirante de la population alsacienne; elle restera souvenir un inoubliable pour tous ceux qui y ont participé. Malheureusement, le lendemain, en pleine nuit, il faut battre rapidement en retraite.
Les 3e et 4e groupes du 5e RAC sont encore de la deuxième attaque vers Mulhouse et combat à Dornach, le 18 août. Ce fut une journée glorieuse pour le régiment, le 3e groupe surtout joua un rôle particulièrement important. Après avoir repèré dans l'après-midi toute une ligne de batteries de 77 de campagne ennemies en position. Le 3e groupe prend ces batteries sous un feu roulant d'une précision et d'une rapidité merveilleuse. En un instant, les officiers, les servants allemands sont abattus autour de leurs pièces qui ont essayé, très timidement, de répondre d'abord mais qui se taisent maintenant. Ce n'est pas tout. Dans la soirée, les avant-trains ennemis s'avancent pour tâcher d'emmener leurs pièces. Surpris par nos observateurs, ils sont, à leur tour, pris à partie par les batteries françaises. Plusieurs fois, les conducteurs ennemis doivent reculer, ils reviennent, mais chaque fois, le 75 sème la mort parmi eux. Tout le matériel du groupe de 77 est pris et emmené par nos attelages. 
Les 3e et 4e groupes du régiment quittent l'Alsace à la fin du mois d'août et sont transportés, par chemin de fer, dans la région d'Amiens.
Région d'Amiens
A peine arrivées, les batteries prennent position à peu de distance du point de débarquement. Le lendemain, il faut céder à la pression ennemie, reculer par échelons et livrant combat à plusieurs reprises, notamment à Guillaucourt et à Harbonnières, pour permettre à la 14e division qu'il soutient de se décrocher.
Bataille de la Marne-Bataille de l'Ourcq
Les 3e et 4e groupes du 5e RAC sont engagés dans le secteur de l'Ourcq, région de Brégy - Fossé-Martin. La bataille est dure. Le 3e groupe va se mettre en batterie à 600 mètres à peine des lignes d'infanterie, sous le feu de l'ennemi. La bataille continue, violente, les Allemands faisant tous leurs efforts pour forcer la route de Paris. Les batteries, du 6 au 8 septembre, sont soumises à un bombardement violent, mais elles ne sont pas ébranlées et continuent d'appuyer efficacement l'infanterie. Le 4e groupe réussit à détruire une batterie d'obusiers, particulièrement meurtrière, par un tir brutal et rapide.
Les Allemands cèdent et reculent. Les 3e et 4e groupes du 5e RAC prennent part à leur poursuite. Ils sont de nouveau sérieusement engagés à Vic-sur-Aisne. Le 15 septembre 1914, le 3e groupe, en position à la ferme Saint-Victor, est obligé de se porter en arrière à la suite d'un recul de l'infanterie Française.
Peu après, le régiment est engagé dans la région de Soissons-Vregny, où il prend part à l'attaque du 12 novembre.

#### 1915
Du 12 décembre 1914 au 9 juin 1915, il monte la garde sur l'Aisne, dans le secteur de Vic-sur-Aisne, réussissant à réduire au silence de nombreuses batteries adverses et harcelant efficacement l'ennemi. C'est pendant cette période que s'établit peu à peu la guerre de tranchées; des deux côtés on creuse, on s'enterre, et les canonniers, au milieu de leurs tirs, construisent laborieusement des positions de batteries. 
En février 1915, les 3e et 4e groupes sont séparés du 5e RAC.
Le 9 juin 1915, c'est l'attaque de Quennevières. Le 4e groupe et une batterie de trois pièces du 3e groupe, sont directement engagés et, malgré des bombardements ennemis intenses, contribuent pour une large part à la réussite de l'opération. 
Le 15 juin, les 3e et 4e groupes deviennent l'AD 121. Jusqu'au 15 décembre, la 121e division reste dans le secteur de Vic-sur-Aisne. C'est là que le groupe de renforcement du 30e RAC vient se joindre aux deux groupes du 5e RAC. Le nouveau groupe est encore armé de canons de 90.
À la sortie du secteur de Vic-sur-Aisne, l'Artillerie divisionnaire 121 passe une période d'instruction au camp de Crévecoeur,.

#### 1916
Revenue aux environs de Vic-sur-Aisne, le 20 janvier 1916, dans la région de Nouvron, l'ACD 121 participe à la défense de ce secteur jusqu'à la fin d'avril 1916. 
Après une courte période de repos, l'ACD 121 est équipé de canons de 75 et fait mouvement par routes et entre en ligne, le 23 juin, dans la Somme, secteur de Lihons.
Bataille de la Somme
Le 23 juin 1916, l'ACD 121 est en position à Cappy et prépare l'attaque de la 4e brigade coloniale, composée des 4e et 8e régiments d'infanterie coloniale et faisant partie de la 2e division d'infanterie coloniale.
Du 1er au 6 juillet, l'ACD 121 appuie directement cette brigade, à plusieurs reprises on se porte en avant, opération particulièrement périlleuse[style à revoir], dans un terrain dévasté et sous le feu de l'ennemi.
L'artillerie allemande réagit vigoureusement et les pertes sont sévères. L'attaque de Flaucourt est particulièrement meurtrière.
Du 6 au 12 juillet 1916, l'ACD 121 va prendre position dans le secteur de Lihons. Appuyant alternativement la 121e DI et la 4e DI, elle va demeurer, jusqu'en octobre, dans la bataille.
Le secteur est toujours actif, mais la lutte devient particulièrement furieuse lors des attaques successives des 20 juillet, 10 août, 4, 6, 8 et 17 septembre, 14 octobre. Les troupes françaises progressent et leurs lignes atteignent la route d'Estrées-Deniécourt à Villers-Carbonnel, puis passent au delà des villages de Fresnes-Mazancourt, Génermont.
Un des épisodes les plus brillants de la bataille est certainement l'enlèvement des redoutes du « boyau Chancelier », position défendue avec acharnement par l'ennemi[style à revoir], que plusieurs divisions françaises, parmi les plus fameuses, avaient attaqué en vain et que la 121e DI emporte magnifiquement le 10 août 1916[style à revoir]. 
Après la bataille de la Somme, l'ACD 121 va occuper le secteur de Lassigny, du 22 octobre au 1er février 1917. Le secteur est relativement tranquille, c'est une période de travaux, de construction d'emplacement de batteries, etc.

#### 1917
Le 13 mars 1917, après un repos d'un mois dans la région de Plailly et une courte entrée en secteur dans la région de Vic-sur-Aisne, le régiment gagne, à marches forcées, la région de Lassigny.
Les Allemands battent en retraite vers la ligne Hindenburg. Le régiment marche dans la direction de Saint-Quentin. Il soutient successivement la 120e DI, la 26e DI et la 121e DI. Au prix de fatigues extrêmes, par un temps épouvantable et malgré le bombardement ennemi, qui devient particulièrement violent et précis au début d'avril, le régiment ne cesse d'appuyer inlassablement l'infanterie, assurant une liaison étroite et intime avec celle-ci, dont la confiance en l'artillerie ne fait chaque jour qu'augmenter[non neutre]. Le 20 avril, les armées de nouveau se stabilisent; le 205e RAC prend position au long de la ligne Hindenburg, dans la région d'Essigny-le-Petit. D'avril à fin juillet 1917, le 205e RAC demeure là, organisant le secteur sud de Saint-Quentin dans des conditions particulièrement pénibles[style à revoir], tous les couverts ont été détruits par l'ennemi et les positions de batterie sont soumises, journellement, à des tirs de destruction très meurtriers.
Le 1er avril 1917, l'ACD 121 devient le 205e RAC.
Le 28 juillet, le 205e RAC quitte le secteur de Saint-Quentin et va dans les cantonnements de repos dans la région de Ressons-sur-Matz, où il reste une vingtaine de jours. Il quitte ce repos pour gagner, par chemin de fer, la région de Fismes et de là le Chemin des Dames. Il relève le 243e RAC dans le secteur Cerny - Ailles. Là, il participe, pour une grande part, par ses barrages précis et efficaces, au maintien intégral des positions françaises, malgré les incessantes tentatives de l'ennemi[style à revoir].
Le régiment éprouve de lourdes pertes. Ses batteries sont très violemment contrebattues par obus de gros calibre et par obus toxiques. C'est une période très dure[style à revoir], l'infanterie réclame de fréquents barrages et les nuits sont marquées de longs bombardements.
Le 20 octobre, le 205e RAC descend au repos dans la région de Fismes. A la fin d'octobre, le régiment remonte en ligne, dans le même secteur (Cerny-Ailles). Le 2 novembre, des patrouilles constatent que l'ennemi, fortement pris à partie par notre artillerie depuis quelques jours, et menacé par la progression des Français du côté, du moulin de Laffaux, a abandonné sa première ligne. Les Allemands, en effet, se replient au nord de l'Ailette. Le régiment exécute de nombreux tirs de destruction sur les premières lignes ennemies dans des conditions d'observation et de liaison très difficiles, sous une action d'artillerie très violente[style à revoir]. Plusieurs coups de main sont faits pendant l'hiver. 
Le 205e RAC reste en secteur sur les bords de l'Ailette jusqu'au 20 avril 1918.

#### 1918
Après un court repos dans la région de Senlis, le régiment est transporté dans les Flandres, où les Allemands ont déclenché une puissante offensive.
Le 4 mai 1918, le 205e RAC embarque en chemin de fer à Clermont et débarque, le 6 mai, en Belgique et va cantonner à West-Cappel.
La bataille gronde terriblement[style à revoir]. Les Allemands multiplient leurs attaques. Le 10 mai, le 205e RAC prend position devant le mont Kemmel. Il va participer à une des plus grandes batailles et voir revivre les jours sanglants de la Somme. Il se distingue encore, brillamment, appuyant l'infanterie d'une façon parfaite, réussissant malgré les tirs extrêmement violents de l'ennemi, à maintenir ses liaisons avec elle, notamment lors de l'attaque française du 20 mai et lors de l'attaque allemande du 27 mai[style à revoir]. Jour et nuit, pendant ces vingt jours inoubliables, les plus glorieux peut-être de son histoire, le régiment assure sans faiblesse une tâche particulièrement lourde[style à revoir]. Ce sont vingt jours d'un bombardement à peu près continu par obus de gros calibre et par obus toxiques.
Le 1er juin, la 121e DI est relevée et gagne des cantonnements dans la région de Beauvais.
Une fois de plus, une attaque allemande va l'arracher à un repos bien gagné. L'ennemi attaque avec acharnement sur Compiègne, il met toutes ses ressources, toute sa puissance dans cette attaque qu'il veut décisive et qui, si elle réussit, va lui donner, enfin! Paris[style à revoir].
Arrivé le 7 juin dans la région de Beauvais, dès le 9, le régiment est alerté, et à marches forcées il gagne la région de Compiègne et s'engage dans la bataille. Il contribue à l'arrêt de l'offensive allemande au nord de l'Aronde et défend le secteur Gournay - Monchy - Humières jusqu'au 9 août. Le 9 juillet, au cours d'une attaque exécutée par la 121e DI, il fait encore l'admiration de l'infanterie[style à revoir] par la précision de son tir, la rapidité de son intervention et la perfection de ses liaisons.
Le 10 août 1918, c'est l'opération de grande envergure. Le 34e CA, dont fait partie le 205e RAC, attaque. Le 205e exécute devant les bataillons d'assaut de la 121e DI le barrage roulant. Le Matz est franchi. Dès le premier jour de l'attaque, le 20Se appuyant la progression de l'infanterie, se porte en avant et, le 11 août, s'installe aux positions de batteries de Ricquebourg et de la Berlière qui peuvent réduire les mitrailleuses qui enrayent l'avance française. Le 12 et le 13 août, le régiment soutient de nouvelles attaques de l'infanterie française. Les 19 et 20 août, le 205e RAC continue à appuyer la progression de l'infanterie.
Le 21 août 1918, Lassigny est pris. Le 205e se porte en avant dans la région de Plessis-Cacheleux et Sceaucourt. La bataille continue. La division enlève plusieurs villages. Le 4 septembre, le 2e groupe effectue une mise en batterie à seulement 500 mètres derrière l'infanterie, sur la route Noyon-Guiscard.
Pendant toute cette avance de Lassigny à l'Oise, le 205e RAC a appuyer efficacement l'infanterie. Cet appui a été surtout efficace les 3, 4 et 6 septembre. Au cours de ces journées, grâce à la précision des tirs des batteries, à l'audace des observateurs et des officiers de liaison, les obstacles qui s'opposaient à la marche de l'infanterie ont été successivement brisés[style à revoir]. Le 9 septembre 1918, le fort de Liez est pris par la 121e DI,  les batteries du 205e RAC sont en position près de Torcy, au long du canal de l'Oise.
Le 29 septembre, après un court, repos, la division et le 205e RAC sont de nouveau engagés, cette fois au nord de Vailly.
A peine en batterie sur les hauteurs de Vailly, les 2e et 3e groupes appuient la progression lente et laborieuse de l'infanterie[style à revoir]. Ils sont soumis à de violents tirs d'obus explosifs et toxiques. Ces tirs se renouvellent pendant tous les jours suivants.
Les 12 et 13 octobre 1918, la traversée du plateau du Chemin des Dames, le franchissement de l'Ailette et le débouché sur les plateaux au nord de la rivière s'exécutent rapidement au prix de mille difficultés pour le personnel et les chevaux. Le tir très précis des batteries du régiment permet là prise du bois de Liesse, très fortement organisé.
Du 16 au 31 octobre, le 205e RAC appuie la 72e DI, qui s'empare de Pierrepont, de Vesles et de Caumont.
Le 10 novembre, la 29e batterie, passe la Sormonne à gué, à la station d'Auvillers sous un violent tir de l'ennemi et elle se met en batterie à Éteignières et ouvre immédiatement le feu sur les mitrailleuses allemandes de la Patte-d'Oie.
Le 11 novembre 1918, les 1er et 3e groupes, suivant la marche de l'infanterie, arrivent aux portes de Rocroi, lorsque l'ordre de suspendre les hostilités est donné.

#### 1919
La fourragère aux couleurs de la crois de guerre 1914-1918 est remise au régiment le 27 janvier 1919 à Sarreguemines.

### Seconde Guerre mondiale
Le 205e régiment d'artillerie lourde divisionnaire est mis sur pied le 10 septembre 1939 par le centre mobilisateur d'artillerie no 24 (Le Mans, Rennes, Dinan et Fougères), à partir du 5e régiment d'artillerie divisionnaire. Il est rattaché à la 47e division d'infanterie et combat pendant la Bataille de France.

## Traditions

### Étendard

Dessin de l'étendard du régiment.

Il porte, cousues en lettres d'or dans ses plis, les inscriptions suivantes :
- L'Aisne 1917
- Flandres 1918
- La Marne 1918

### Citations obtenues par le régiment
- En octobre 1916, les troupes de l'ACD 121 sont cités à l'ordre de la division[1],
- Le 23 septembre 1918, le régiment est cité à l'ordre de la 1re armée[3],
- Le 16 décembre 1918, le régiment est cité à l'ordre de la 3e armée[4].